# Пътеводител на галактическия стопаджия
„Пътеводител на галактическия стопаджия“ (на английски: The Hitchhiker's Guide to the Galaxy) е научнофантастична комедийна поредица, създадена от Дъглас Адамс.
Първоначално е излъчена като радио-комедия по BBC Radio 4 през 1978, а по-късно е адаптирана в други формати и само за няколко години се превръща в международен мултимедиен феномен. Адаптациите включват пиеси, трилогия, събрана в 5 книги и публикувана между 1979 и 1992 година, телевизионен сериал от 1981 година, компютърна игра от 1984 и игрален филм от 2005 година, финансиран от Холивуд и заснет и продуциран във Великобритания.

## Сюжет
Въпреки че всички версии следват една и съща фабула, в много случаи те си противоречат, тъй като Адамс пренаписва значителна част от историята с всяка нова адаптация. 
Във всички версии, повествованието следва приключенията на Артър Дент, злочест англичанин, който заедно със своя приятел Форд Префект, извънземен от малка планета някъде около Бетелгейзе и сътрудник на Пътеводителя, успява да се спаси при разрушаването на Земята от бюрократичната извънземна раса на Вогоните. Зейфод Бийбълброкс, братовчед на Форд и галактически президент по случайност ги спасява. Той ги взема на борда на откраднат космически кораб, чийто екипаж се състои от: Марвин – параноичният андроид и Трилиън, известна преди това като Триша Макмилън – жена, която Артър веднъж среща на парти и която се оказва единственият друг оцелял човек при разрушаването на Земята. 
Групата се впуска в множество приключения, през които Артър научава, че Земята била огромен суперкомпютър, създаден от друг суперкомпютър - Дълбока Мисъл. Дълбока Мисъл бил създаден, за да намери отговор на въпроса за "Животът, Вселената и Всичко останало", който след години на изчисления просто намерил "42". Дълбока Мисъл проектирал още по-способен компютър - Земята, за да се намери какъв всъщност е върпоса. Земята обаче е разрушена 5 минути преди да завърши изчислението от Вогоните и потомците на създателите на Дълбока Мисъл смятат, че въпросът е някъде в главата на Артър. С помощта на приятелите си, Артър избягва и решават да обядват в Ресторант на края на Вселената.

## Книгите
Заглавията на петте романа са:
1. Пътеводител на галактическия стопаджия (The Hitch Hiker’s Guide to Galaxy, 1979)
2. Ресторант на края на Вселената (The Restaurant at the End of the Universe, 1980)
3. Животът, Вселената и всичко останало (Life, the Universe, and Everything, 1982)
4. Сбогом, и благодарим за рибките (So Long, and Thanks for all the Fish, 1984)
5. Почти безобидна (Mostly Harmless, 1992)

## Ден на хавлията
На 25 май 2001 година, две седмици след смъртта на Дъглас Адамс, група интернет читатели решават да основат т.нар. „Ден на хавлията“ в негова памет. Хавлията, както се разкрива от съдържанието на романа, е един от най-важните и различими атрибути в инвентара на галактическия стопаджия:
| „ | Хавлията е навярно най-полезното нещо, което един междузвезден стопаджия може да притежава. На първо място тя е много ценна в чисто практическо отношение – можеш да се загърнеш с нея, за да се топлиш, докато подскачаш по мразовитите луни на Джаглан Бета; можеш да легнеш върху нея на плажа, покрит с жарък мраморен пясък, и да дишаш опияняващия морски въздух на Сантрагинус V; можеш да подремнеш под нея и под звездите, огряващи с яркочервените си лъчи пустинния свят на Кактафун; би могъл да я опънеш като платно на минисал по ленивите тежки води на реката Мот; намокрена, ще ти послужи и в ръкопашен бой; можеш да си завиеш главата с нея, за да не дишаш отровните изпарения или за да не срещнеш погледа на кръвожадния звяр Бъгблатер от Траал (едно невероятно глупаво животно, което си мисли, че ако ти не го виждаш и то не може да те види – но макар и тъпо като галош, то е много, много кръвожадно); ако изпаднеш в беда, можеш да я размахаш над главата си в знак, че се нуждаеш от помощ, и, разбира се, можеш да се избършеш с нея, ако все още ти се струва достатъчно чиста. | “ |